# Doridacea
Doridacea is een infraorde van weekdieren uit de klasse van de Gastropoda (slakken).

## Taxonomie
De volgende taxa zijn bij de clade ingedeeld:
- Superfamilie Doridoidea Raflnesque, 1815 [= Cryptobranchia; = Eudoridoidea; = Labiostomata]
  - Familie Dorididae Rafinesque, 1815 [= Archidorididae Bergh, 1891 ; = Dohdigitatidae Iredale & O'Donoghue, 1923; = Aldisidae Odhner, 1939; = Conualeviinae Collier & Farmer, 1 964; = Neodoridinae Odhner, 1968]
  - Familie Actinocyclidae O'Donoghue, 1929
  - Familie Chromodorididae Bergh, 89 [= Ceratosomatidae Gray, 1857; = Doriphsmaticinae H. Adams & A. Adams, 1858; = Cadlininae Bergh, 1891; = Miamirinae Bergh, 1891; = Glossodohdidae O'Donoghue, 1 924; = Thorunninae Odhner, 1926; = Cadlinellinae Odhner, 1934; = Inudinae Er. Marcus & Ev. Marcus, 1967; = Echinochilidae Odhner, 1968; = Lissodoridinae Odhner, 1968]
  - Familie Discodorididae Bergh, 1891 [= Diaululinae Bergh, 1891 ; = Kentrodoridinae Bergh, 1891; = Platydoridinae Bergh, 1891; =Arginae Odhner, 1926 (inv.); = Baptodoridinae Odhner, 1926; = Halgerdinae Odhner, 1926; = Asteronotinae Thiele, 1 931 ; = Gruveliinae Thiele, 1931; = Rostangidae Pruvot-Fol, 1951 ; = Artachaeinae Odhner, 1 968; = Geitodorididae Odhner, 1968; = Hoplodoridinae Odhner, 1968; = Taringinae Odhner, 1968; = Trippinae Kay & Young, 1 969; = Sebadoridinae Soliman, 1980]
- Superfamilie Phyllidioidea Rafinesque, 1814 [= Porostomata; = Porodoridoidea]
  - Familie Phyllidiidae Rafinesque, 1814 [= Fryeriidae Baranetz & Minichev, 1994]
  - Familie Dendrodorididae O'Donoghue, 1924 (1864) [= Doridopsidae Alder & Hancock, 1864]
  - Familie Mandeliidae Valdés & Gosliner, 1999
- Superfamilie Onchidoridoidea Gray, 1827 [= Phanerobranchiata Suctoria]
  - Familie Onchidorididae Gray, 1827 [= Acanthodoridinae P. Fischer, 1883; = Pseudodohdidae Eliot, 1910 (n.a.); = Ancylodorididae Thiele, 1926; = Lamellidohdidae Pruvot-Fol, 1933; = Villiersiidae Abbott, 1974 (n.a.); = Calycidorididae Roginskaya, 1972]
  - Familie Corambidae Bergh, 1871 [= Loyinae Martynov, 1994]
  - Familie Goniodorididae H. Adams & A. Adams, 1854 [= Okeniidae Iredale & O'Donoghue, 1923; = Anculinae Pruvot-Fol, 1954; = Hopkinsiinae Odhner, 1968]
- Superfamilie Polyceroidea & ,1845 [= Phanerobranchiata Non Suctoria]
  - Familie Polyceridae Alder & Hancock, 1845
    - Onderfamilie Polycerinae Alder & Hancock, 1 845 [= Triopinae Gray, 1847; = Euphuridae Iredale & O'Donoghue, 1923]
    - Onderfamilie Kalinginae Pruvot-Fol, 1956
    - Onderfamilie Nembrothinae Burn, 1967
    - Onderfamilie Triophinae Odhner, 1941
      - Tribus Triophini Odhner, 1941 [= Kaloplocaminae Pruvot-Fol, 1954]
      - Tribus Limaciini Winckworth, 1951 [= Lailinae Burn, 1967]

  - Familie Aegiridae P. Fischer, 1883 [= Notodorididae Eliot, 1910]
  - Familie Hexabranchidae Bergh, 1891
  - Familie Okadaiidae Baba, 1930 [= Vayssiereidae Thiele, 1931]